# Mayrig
Pour plus de détails, voir Fiche technique et Distribution.
Mayrig est un film français d'Henri Verneuil sorti le 27 novembre 1991. Il s'agit d'un film semi autobiographique tout comme le film suivant de Henri Verneuil : 588, rue Paradis.

## Synopsis
Après un prologue qui montre le procès de Soghomon Tehlirian qui a assassiné Talaat Pacha en 1921 à Berlin, l’un des principaux responsables du génocide arménien, le film raconte l'histoire de l'arrivée d'une famille arménienne à Marseille, fuyant la répression.
L'histoire se déroule sur une vingtaine d'années suivant les souvenirs du petit Azad, âgé de 6 ans, ponctués de commentaires en voix off ou de flashbacks sur la période du génocide.
Azad nous raconte ses difficultés d'intégration dans une France hostile envers les immigrés : les voisins ne veulent pas les laisser utiliser le four commun ; le propriétaire accuse ses locataires d'avoir apporté les punaises depuis leur pays ; les camarades de classe de la haute société se moquent d'Azad sur ses conditions de vie précaires et sur son insolite religion dont ils ignorent qu'elle est pourtant chrétienne, etc.

## Fiche technique
- Titre : Mayrig
- Réalisation : Henri Verneuil
- Scénario : Henri Verneuil, d'après son roman homonyme
- Directeur de la photographie : Edmond Richard
- Cadreur : Yves Agostini
- Musique : Jean-Claude Petit
- Décors : Pierre Guffroy
- Ensemblier : Pierre Lefait
- Montage : Henri Lanoë
- Montage son : Jean Goudier
- Producteurs : Tarak Ben Ammar, Mark Lombardo
- Sociétés de production : V Films, Carthago Films, Quinta Communications, TF1 Films Production
- Sociétés de distribution : AMLF
- Pays de production :  France
- Langue : français, arménien
- Format : couleurs - 35mm - 1,66 : 1 - son Dolby stéréo
- Genre : drame
- Durée : 157 minutes
- Date de sortie : 27 novembre 1991

## Distribution
- Claudia Cardinale : Araxi (Mayrig) Zakarian, mère d'Azad
- Omar Sharif : Hagop Zakarian, père d'Azad
- Richard Berry : Azad Zakarian (narrateur)
- Nathalie Roussel : Gayane, tante d'Azad
- Isabelle Sadoyan : Anna, tante d'Azad
- Jacky Nercessian : Apkar, ami de la famille
- Cédric Doucet : Azad âgé de 7 ans
- Tom Ponsin : Azad âgé de 12 ans
- Stéphane Servais : Azad âgé 20 ans
- Serge Avédikian : Vasken Papazian
- Michèle Bardollet : Madeleine
- Christian Barbier : l’abbé Pignon
- Jean-Pierre Delage : le docteur Philibert
- Nicolas Silberg : l'avocat
- Denis Podalydès : Soghomon Tehlirian
- Ève Ruggieri : elle-même
- Patrick Timsit : Garbis, le serrurier de Valence
- Ticky Holgado : le voisin colérique et raciste
- Yvette Petit
- Paulette Frantz
- Lucie Nercessian
- Inge Offerman
- Gilles Treton
- Marie-France Santon
- Mario Luraschi

## Autour du film
- Mayrig signifie « maman » en arménien. Quant à Azad, cela signifie « libre ».
- La dernière partie du film comporte une petite incohérence : l'action se passe en juin 1940 et Azad a alors 20 ans. Or le personnage est né en 1915 et est âgé de 6 ans lorsqu'il immigre en France avec sa famille en 1921. Par conséquent, il est censé avoir 25 ans en 1940 et non 20.
- Le film a été tourné entre autres à Marseille, Évian-les-Bains, en Arménie, dont Erevan, à l'église Sainte-Croix de Varak à Arnouville ainsi qu'aux studios d'Épinay.
- Le film est le premier volet d'un diptyque autobiographique d'Henri Verneuil. Le second volet est 588, rue Paradis.
- Le rôle d'Azad a été proposé à Daniel Auteuil et Robert De Niro.
- Le rôle d'Apkar a été proposé à Charles Aznavour.